# إي إيه سبورتس يو إف سي 4
إي أيه سبورتس يو أف سي 4 هي لعبة فيديو قتالية لفنون القتال المختلطة طورتها إي أيه فانكوفر ونشرتها إي أيه سبورتس. اللعبة بمثابة تكملة لإي إيه سبورتس يو إف سي 3 (2018)، وقد صدرت في 14 أغسطس 2020 لجهاز بلاي ستيشن 4 وإكس بوكس ون.

## اللعب
مثل سابقتها، يو إف سي 4 هي لعبة قتال على أساس فنون القتال المختلطة ومنظمة بطولة القتال النهائي (يو إف سي). تتميز اللعبة بالوضع الوظيفي، والذي تم تصميمه ليكون «تجربة داخلية» لتعليم اللاعب أساسيات خمسة تخصصات من فنون القتال المختلطة والتي تشمل الملاكمة والكيك بوكسينغ والمصارعة والجوجيتسو. الهدف من الوضع الوظيفي، الذي يسمح للاعبين بإنشاء مقاتلهم المخصص، هو أن يصبح GOAT (التي تعني «الأعظم على الإطلاق»). ومع تقدم اللاعبين في اللعبة، يمكنهم اختيار قبول المعارك أو رفضها، مما سيؤثر على تطور مهنة المقاتل. تم أيضًا تحسين نظام التحكم وتبسيطه لجعل اللعبة أكثر سهولة. ستتوفر أيضًا أوضاع متعددة اللاعبين، بما في ذلك بليتز باتلز وبطولات العالم عبر الإنترنت. وبالإضافة إلى القتال في ذا أوكتاغون، يمكن للاعبين أيضًا القتال في الفناء الخلفي وKumite، والتي تشبه ساحة القتال تحت الأرض. ومع ذلك، على عكس سابقتها، لن يعود Ultimate Team في يو إف سي 4.

## التطوير
تم الإعلان عن اللعبة رسميًا في 12 يوليو 2020. وعلى غرار يو إف سي 3، استخدمت اللعبة تقنية حركة اللاعب الحقيقي، والتي تم تصميمها لجعل الانتصارات قابلة للتصديق. ساعدت التقنية أيضًا في إنشاء رسوم متحركة جديدة للإزالة تستجيب لكيفية لعب اللاعبين للعبة. جندت إي أيه سبورتس أيضًا دانيال كورميي وجون أنيك لتقديم تعليق على اللعبة. لم يعد جو روغان، الذي قدم التعليق على الألعاب السابقة، بسبب كراهيته لتوفير الصوت لألعاب الفيديو. سيحصل اللاعبون الذين طلبوا اللعبة مسبقًا على وصول حصري للعب دور تايسون فيوري وأنتوني جوشوا. في يوم الإعلان، كشفت إي أيه سبورتس أيضًا أن إسرائيل Adesanya وخورخي ماسفيدال سيكونان غطاء المقاتلين للعبة. تم إصدار اللعبة على بلاي ستيشن 4 وإكس بوكس ون في 14 أغسطس 2020.

## الاستقبال
| استقبال |                 |
| --- | --------------- |
| مجموع النقاط المجموع نقاط ميتاكريتيك 79/100 (بي إس4) [ 6 ] نتائج المراجعة نشرة نقاط غيم إنفورمر 85% [ 7 ] آي جي إن 80% جو فيديو 80% [ 8 ] |                 |
| مجموع النقاط |                 |
| المجموع | نقاط            |
| ميتاكريتيك | 79/100 (بي إس4) |
| نتائج المراجعة |                 |
| نشرة | نقاط            |
| غيم إنفورمر | 85%             |
| آي جي إن | 80%             |
| جو فيديو | 80%             |

 وفقًا لمجمع المراجعة ميتاكريتيك، تلقت اللعبة مراجعات إيجابية بشكل عام عند الإصدار.
أشاد موقع آي جي إن بنظام التقديم الجديد والوضع الوظيفي، لكنه قال إن «المشكلات طويلة الأمد لا تزال قائمة في اللعبة الأرضية وبعض العناصر المرئية القديمة». ذكر موقع Push Square أنها كانت «أفضل بكثير» من سابقتها، لكن موقع Hardcore Gamer قال إنها «ممتعة وإن كانت لطيفة».
تصدرت اللعبة مخطط مبيعات المملكة المتحدة.

## روابط خارجية
- الموقع الرسمي